# Grandin (Dakota du Nord)
Pour les articles homonymes, voir Grandin.
La ville américaine de Grandin est située dans les comtés de Cass et Traill, dans l’État du Dakota du Nord. Lors du recensement de 2010, sa population s’élevait à 173 habitants, estimée à 174 habitants en 2016.

## Histoire
Grandin a été fondée en 1881.

## Démographie
| 1930 | 1940 | 1950 | 1960 | 1970 | 1980 |
| ---- | ---- | ---- | ---- | ---- | ---- |
| 172  | 158  | 156  | 147  | 187  | 210  |

| 1990 | 2000 | 2010 | - | - | - |
| ---- | ---- | ---- | - | - | - |
| 213  | 181  | 173  | - | - | - |

## Personnalité liée à la ville
Clyfford Still est né à Grandin en 1904.

## Source
- (en) Cet article est partiellement ou en totalité issu de l’article de Wikipédia en anglais intitulé « Grandin, North Dakota » (voir la liste des auteurs).